# Cantone di Villebois-Lavalette
Il Cantone di Villebois-Lavalette era una divisione amministrativa dell'arrondissement di Angoulême.
A seguito della riforma approvata con decreto del 20 febbraio 2014, che ha avuto attuazione dopo le elezioni dipartimentali del 2015, è stato soppresso.

## Composizione
Comprendeva i comuni di:
- Blanzaguet-Saint-Cybard
- Charmant
- Chavenat
- Combiers
- Dignac
- Édon
- Fouquebrune
- Gardes-le-Pontaroux
- Gurat
- Juillaguet
- Magnac-Lavalette-Villars
- Ronsenac
- Rougnac
- Sers
- Torsac
- Vaux-Lavalette
- Villebois-Lavalette